# Michaił Gurewicz
Michaił Gurewicz, ros. Михаил Наумович Гуревич (ur. 22 lutego 1959 w Charkowie) – ukraiński szachista, sędzia klasy międzynarodowej i trener szachowy (FIDE Senior Trainer od 2006), w latach 1991–2005 obywatel belgijski, od roku 2005 – turecki. Aktualnie reprezentuje ponownie Belgię.

## Kariera szachowa
W 1984 zwyciężył w mistrzostwach Ukrainy. Wkrótce awansował do światowej czołówki. W roku 1985 zwyciężył (wraz z Aleksandrem Czerninem i Wiktorem Gawrikowem) w mistrzostwach Związku Radzieckiego w Rydze. Tytuł arcymistrza otrzymał w roku 1986. Na przełomie 1987 i 1988 r. zwyciężył (wspólnie z Ivanem Sokolovem) w turnieju Rilton Cup w Sztokholmie, natomiast na przełomie lat 1988 i 1989 zajął I miejsce w Reggio Emilii. Bardzo blisko awansu do meczów pretendentów był w roku 1990, ale w turnieju międzystrefowym w Manili przegrał dwie ostatnie partie i zajął XII miejsce. W roku 1999 zajął drugie miejsce (za Loekiem van Wely) w Memoriale Akiby Rubinsteina w Polanicy-Zdroju oraz zwyciężył (wspólnie z Simenem Agdesteinem i Pawłem Tregubowem) w Cappelle-la-Grande, natomiast w 2000 triumfował (wspólnie z Piotrem Swidlerem) w turnieju The North Sea Cup w Esbjergu. W roku 2001 zwyciężył w mistrzostwach Belgii, osiągając 100% rezultat (9 pkt w 9 partiach). W następnym roku zajął II miejsce w mistrzostwach Europy, rozegranych w Batumi. W 2005 osiągnął duży sukces w Pucharze Świata w Chanty-Mansijsku, gdzie zajął VIII miejsce, zdobywając awans do rozegranych w 2007 w Eliście meczach pretendentów (w I rundzie przegrał z Peterem Leko i nie wywalczył awansu do turnieju o mistrzostwo świata w Meksyku). W 2006 zdobył złoty medal indywidualnych mistrzostw Turcji. W 2007 drugi raz w karierze wystąpił w turnieju o Puchar Świata, w I rundzie zwyciężając Grigorija Kajdanowa, ale w drugiej przegrywając z Michaelem Adamsem.
Trzykrotnie startował w mistrzostwach świata systemem pucharowym, dwukrotnie (w latach 2000 i 2001) awansując do III rundy.
Wielokrotnie reprezentował ZSRR, Belgię oraz Turcję w turniejach drużynowych, m.in.:
- trzykrotnie na olimpiadach szachowych (w latach 1992, 2006, 2008)[10],
- na drużynowych mistrzostwach świata (w roku 1989); dwukrotny medalista: wspólnie z drużyną – złoty (1989) oraz indywidualnie – srebrny (1989 – na VI szachownicy)[11],
- dwukrotnie na drużynowych mistrzostwach Europy (w latach 1989, 2007); dwukrotny medalista: wspólnie z drużyną – złoty (1989) oraz indywidualnie – brązowy (1989 – na IV szachownicy)[12].

Najwyższy ranking w karierze osiągnął 1 stycznia 2001 r., z wynikiem 2694 punktów zajmował wówczas 14. miejsce na światowej liście FIDE, jednocześnie zajmując 1. miejsce wśród belgijskich szachistów.